# Первая битва при Порту
В первой битве при Порту (29 марта 1809 года) французы под командованием маршала Сульта одержали победу над португальцами под командованием генерала Паррейраса возле города Порту во время Пиренейских войн, являющихся частью наполеоновских войн. Вслед за этим Сульт штурмом овладел городом.
По некоторым оценкам, в результате битвы погибло 8 тыс. солдат, а также большое число мирных жителей.

## Вторжение Сульта в Португалию
После битвы при Ла-Корунье Наполеон приказал маршалу Никола Сульту вторгнуться в Португалию с севера. Он должен был захватить Порту к 1 февраля, а Лиссабон — к 10 февраля. Наполеон не принял во внимание как жалкое состояние и дорог, так и тот факт, что в северной Португалии и Испании разразилась полномасштабная партизанская война.
Во 2-м корпусе Сульта было четыре пехотные дивизии, которыми командовали дивизионные генералы Пьер Юг Виктуар Мерль, Жюльен Огюст Жозеф Мерме, Этьен Эдле де Бьер и Анри-Франсуа Делаборд. Мерль имел по четыре батальона из 2-го лёгкого, 4-го лёгкого и 15-го линейного пехотных полков, и три батальона 36-й линейного полка. Дивизия Мерме содержала по четыре батальона из 31-го лёгкого, 47-го и 122-го линейных пехотных полков, и по одному батальону из 3-го, 4-го и 5-го швейцарских полков. Под командованием Эдле было по два батальона из 22-го линейного и 66-го лёгкого пехотных полков, по одному батальону из 15-го лёгкого, 32-го лёгкого, 82-го линейного, из Légion du Midi, Парижской гвардии и ганноверского легиона. У Делаборда было по три батальона из 17-го лёгкого, 70-го и 86-го линейных пехотных полков. Дивизионный генерал Жан-Батист Франчески возглавлял кавалерию корпуса Сульта — 1-й гусарский, 8-й драгунский, 22-й шассёрский и ганноверский шассёрский эскадроны. Также у него были 3-я дивизия драгунов генерала Армана Лебрена де ля Уссе и 4-я драгунская дивизия генерала Жана Тома Гийома Лорже. 3-я драгунская дивизия состояла из 17-го, 18-го, 19-го и 27-го драгунских полков. 4-я драгунская дивизия состояла из 13-го, 15-го, 22-го и 25-го драгунских полков. Всего у Сульта было 23,5 тыс. человек, в том числе 3,1 тыс. кавалеристов.
Первая попытка Сульта вторгнуться в Португалию была остановлена 16 февраля местным ополчением. Затем французы двинулись на северо-восток к Оренсе в Испании, захватили неохраняемый мост и пошли на юг. По пути 6 марта кавалерия Франчески захватила испанскую бригаду генерал-майора Николаса Махи в Ла-Трепе; испанцы потеряли 700 человек. Французы перешли в Португалию и 9 марта оккупировали Шавиш.
Из Шавиша Сульт двинулся на запад к Повуа-ди-Ланьозу, где ему противостояла армия барона Кристиана Адольфа Фридриха фон Эбена в 25 тыс. человек, состоящая в основном из португальских ополченцев, вооруженных мушкетами, пиками и сельскохозяйственными орудиями. После нескольких дней ожидания прибытия всех своих войск Сульт перешёл в атаку. 20 марта 1809 года в битве при Браге французские ветераны разбили своих противников. Португальцы потеряли 4 тыс. убитыми и 400 пленными. Французы, потерявшие 40 убитыми и 160 ранеными, также захватили 17 португальских пушек.

## Битва
Епископ Кастро собрал для защиты Порту армию в 24 тыс. человек.
Под командованием генералов Лимы и Паррейраса было по два батальона из 6-го, 18-го и 21-го пехотных полков, один батальон 9-го полка и другие подразделения. 4500 португальских солдат поддерживали 10 тыс. орденансас (порт. Ordenanças, регулярное ополчение) и 9 тыс. вооружённых граждан. Когда Сульт бросил войска Мерля, Мерме, Эдле, Франчески и ля Уссе в атаку на самую слабую часть португальских войск, расположенных к северу от города, силы Кастро вскоре распались, и битва превратилась в бойню. Португальцы пытались сбежать от французов в город, но французская кавалерия преследовала их по улицам, и их регулярные части были уничтожены.
Тысячи бегущих из города мирных жителей утонули, когда мост Понте-дас-Баркас через реку Дуэро, уложенный поверх лодок, рухнул из-за веса людей и огня португальской артиллерии, который был нацелен на французскую кавалерию позади португальских солдат и граждан.
На рейде Сульт захватил эскадру испанских военных кораблей и 30 торговых судов. Французы также обнаружили множество британских военных складов. Во время битвы и штурма города французы потеряли 72 офицера и 2 тыс. рядовых. Португальцы потеряли около 8 тыс. убитыми, а также 197 пушек.
Сульт недолго наслаждался своим успехом. Почти сразу орденансас отрезали его линии связи с Испанией, и португальские войска Франциско Сильвейры разгромили гарнизон в 1800 человек во время второй осады Шавеша. Французский маршал начал планировать отступление. Следующим сражением была битва при Грижо. 12 мая город был захвачен англичанами и португальцами под командованием Уэлсли во время второй битвы при Порту.